# Vader & Zoon (stripreeks)
Vader & Zoon is een Nederlandse stripreeks van Peter van Straaten. Deze strip is een tekststrip.

## Inhoud
Deze strip gaat over een kalende vader en zijn rebelse zoon. De vader vertegenwoordigt de rechtse en conservatieve jaren 50. De zoon vertegenwoordigt de linkse en progressieve jaren 70. Het gaat dus over de generatiekloof tussen beide en de veranderingen tijdens de jaren 60.

## Publicatiegeschiedenis
Deze strip verscheen vanaf 12 november 1968 in de Nederlandse krant Het Parool. De strip bestaat uit 4 plaatjes, maar gaandeweg werden de teksten steeds belangrijker. Oorspronkelijk verscheen de strip wekelijks in de krant, maar na een tijdje verscheen de strip drie keer per week. De strip bleef echter populair waardoor de strip vanaf 1970 tijd dagelijks verscheen. Intussen verschenen er vanaf 1970 ook een reeks pocketboekjes.
De strip stopte in Het Parool in 1987 en werd hierna stopgezet. Er verschenen circa 7000 afleveringen.

## Albums

### Hoofdreeks
De strip verscheen ook in albumvorm. Uitgeverij Van Gennep bracht een reeks van pocketboekjes uit.
1. Vader & Zn (1970)
2. Zetten door! (1971)
3. Tegen wil en dank (1972)
4. Door dik en dun (1973)
5. In de bocht (1974)
6. Gaan het helemaal maken (1976)
7. Houden vol (1977)
8. Bakken 'm bruin (1978)
9. Maken het bont (1979)
10. Leveren in (1981)
11. Staan op de tocht (1982)
12. Draven door (1983)
13. Met name (1984)
14. Vitaal (1985)
15. Culinair (1986)
16. Literatuur (1987)
17. Fini (1988)

### Buiten de reeks
Er verschenen ook albums buiten de reguliere reeks. Van Gennep gaf twee speciale albums uit.
- In 't groot (1974)
- Dubbeldik en kamerbreed (1980)

Er verscheen ook een album bij uitgeverij Contact.
- Leren argumenteren met Vader en Zoon (1996)

Ook verscheen er een groter album bij uitgeverij De Harmonie.
- De Dikke Vader en Zoon (2000)

Er verschenen ook twee albums bij uitgeverij Maarten Muntinga in de collectie Rainbow Pocketboeken.
- Zijn terug (2010)
- Voor altijd! (2011)

## Waardering
- Marga en Maria Carlier maakten in de jaren zeventig poppen van de personages voor het museum Madame Tussauds Amsterdam.
- Van Straaten won in 1983 de Stripschapprijs voor zijn oeuvre.[5] In 1988 ontving hij de Joop Klepzeiker-prijs voor zijn oeuvre.[6] In 1994 kreeg hij de Prof. PI-prijs voor zijn oeuvre.[7][8] Ook won hij in 2006 de Gouden Ganzenveer voor zijn oeuvre.[9]

## Televisieserie: Vader & Zoon (1974)
De reeks werd zo populair dat de AVRO ze in 1974 zelfs tot een sitcom op televisie bewerkte. De rol van de vader werd vertolkt door Guus Hermus en die van de zoon door Gees Linnebank.